# P-Cresidina
p-Cresidina ou para-Cresidina é um intermediário que é usado para a produção de corantes e pigmentos. É um sólido de cor amarelo a castanho pálida com a fórmula química C8H11ON or CH3OC6H3(CH3)NH2. Apresent-se como cristais brancos. Sua categoria como carcinógeno é 2, e sob aquecimento produz fumos tóxicos incluindo óxidos de nitrogênio. reage com oxidantes fortes e algumas formas de plásticos, borrachas e revestimentos. para-Cresidina é possivelmente carcinogênico a humanos. Entra em ebulição a 235 °C, funde-se a 51,5 °C, e não é muito solúvel em água.